# Eclipse lunar de 17 de outubro de 1986
| Eclipse Lunar Total 17 de outubro de 1986 | Eclipse Lunar Total 17 de outubro de 1986 |
| --- | ----------------------------------------- |
| Início do eclipse total visto de Londres, (Reino Unido) - 18:33 UTC                                                                                      |                                           |
| A Lua cruzando a região norte do cone de sombra da Terra, de oeste para leste (da direita para a esquerda), com a Lua ficando mais escura e avermelhada. |                                           |
| Gamma | +0,3188                                   |
| Saros (e membro) | 136 (18 de 72)                            |
| Sequência de eclipses lunares |                                           |
| Anterior | 24 de abril de 1986                       |
| Próximo | 14 de abril de 1987                       |
| Duração (hr:mn:sc) |                                           |
| Total | 1:13:41                                   |
| Parcial | 3:36:48                                   |
| Penumbral | 5:53:12                                   |
| Fases e Horários do Eclipse (UTC) |                                           |
| P1 | 16:21:26                                  |
| U1 | 17:29:33                                  |
| U2 | 18:41:07                                  |
| Máximo | 19:17:59                                  |
| U3 | 19:54:48                                  |
| U4 | 21:06:22                                  |
| P4 | 22:14:38                                  |

O eclipse lunar de 17 de outubro de 1986 foi um eclipse total, o segundo e último de dois eclipses lunares do ano. Foi também o último da temporada de tétrades, que é a sequência de quatro eclipses totais consecutivos. A próxima tétrade ocorrerá entre 2003 e 2004. Teve magnitude umbral de 1,2455 e penumbral de 2,3008. Teve duração de cerca de 73 minutos.
Durante a totalidade, a Lua mergulhou dentro da metade norte do cone de sombra da Terra, fazendo com que a Lua se apresentasse escura e avermelhada, principalmente no sul do disco lunar, que estava consideravelmente mais próximo do centro da sombra umbral, e por isso, mais escuro.
A Lua atravessou a metade norte da sombra terrestre, em nodo ascendente, dentro da constelação de Peixes, próximo à constelação de Áries, e perto das estrelas 98 Piscium (μ Psc), 106 Piscium (ν Psc) e 110 Piscium (ο Psc) (em Peixes).

## Tétrade
Este eclipse foi o último de quatro eclipses totais consecutivos, chamada de tétrade, conhecida também como Luas de Sangue, ou ainda sequência de luas vermelhas. Os outros eclipses da série foram em 4 de maio de 1985, 28 de outubro de 1985 e 24 de abril de 1986. Marcou assim o fim da temporada de tétrades.
A próxima temporada de tétrades será entre 2003-04, com os eclipses totais de 16 de maio de 2003, 9 de novembro de 2003, 4 de maio de 2004 e 28 de outubro de 2004.

## Série Saros
Eclipse pertencente ao ciclo lunar Saros de série 136, sendo membro de número 18, num total de 72 eclipses na série. O último eclipse foi o eclipse total de 6 de outubro de 1968. O próximo eclipse será com o eclipse total de 28 de outubro de 2004.

## Visibilidade
Foi visível sobre o Oceano Índico, Europa, Ásia, Austrália, Atlântico, Ártico, parte oeste do Pacífico e faixa leste da América do Sul.
| Região do planeta onde o eclipse foi visível durante o máximo da totalidade - 19:18 UTC. A região do Oceano Índico entre o Oriente Médio e a Índia, obteve a melhor observação do meio do eclipse, de onde foi visível à meia-noite. |
| Mapa de visibilidade do eclipse |